# Dansk Melodi Grand Prix 2016
Der 46. Dansk Melodi Grand Prix, die dänische Vorentscheidung zum Eurovision Song Contest 2016 fand am 13. Februar 2016 im Forum in Horsens statt. Als musikalischer Leiter fungierte der Musikproduzent Cutfather, der in vorherigen Jahren bereits in der Jury saß. Vom 30. Juni bis zum 7. September 2015 wurden 982 Beiträge eingereicht, ein neuer Rekord. Unter den Teilnehmern war Simone, die bereits 2010 und 2013 das Superfinale erreichte, sowie als Komponistin Emmelie de Forest.

## Teilnehmer

### Finale
Das Finale bestand aus zwei Votingrunden, in der ersten wurden alle Teilnehmer sowohl vom dänischen Publikum per SMS-Voting als auch von einer fünfköpfigen Jury bewertet. Diese bestand aus:
- Vicky Leander, Choreographin und Bühnendirektorin
- Christina Chanée, Teilnehmerin am Eurovision Song Contest 2010
- John Gordon, Songwriter, schrieb Lenas Siegerbeitrag Satellite 2010
- Dennis Johannessen, Radiomoderator auf DR P4
- Mette Thorning Svendsen, Mitglied von OGAE Dänemark

Die drei Bestplatzierten erreichten das Superfinale, in dem das Televoting alleine entschied.
| Startnr. | Interpret          | Lied Musik (M) und Text (T) | Sprache  | Übersetzung (Inoffiziell) |
| -------- | ------------------ | --- | -------- | ------------------------- |
| 01       | David Jay          | Rays of Sunlight M: Brian Risberg Clausen; T: Brian Risberg Clausen, Christoffer Stjerne                                                  | Englisch | Sonnenstrahlen            |
| 02       | Simone             | Heart Shaped Hole M/T: Andrew Love, Carl Ryden                                                                                            | Englisch | Herzförmiges Loch         |
| 03       | Bracelet           | Breakaway M/T: Jimmy Jansson, Rebecca Krogmann, Charlie Grönvall, Felix Grönvall, Nanne Grönvall                                          | Englisch | Wegbrechen                |
| 04       | Sophia Nohr        | Blue Horizon M/T: Marie Keis Uhre, Christoffer Lauridsen                                                                                  | Englisch | Blauer Horizont           |
| 05       | Veronicas Illusion | The Wrong Kind M/T: Dimitri Stassos, Peter Boström, Tobias Stigaard Stenkjær, Freja Jonsson Blomberg                                      | Englisch | Die falsche Art           |
| 06       | Lighthouse X       | Soldiers Of Love M/T: Sebastian F. Ovens, Daniel Lund Jørgensen, Katrine Klith Andersen, Søren Bregendal, Johannes Nymark, Martin Skriver | Englisch | Soldaten der Liebe        |
| 07       | Kristel Lisberg    | Who Needs A Heart M/T: Jonas Gladnikoff, Sara Ljunggren                                                                                   | Englisch | Wer braucht ein Herz      |
| 08       | Jessica            | Break It Good M/T: Engelina Larsen, Tommy P. Gregersen, David Todua                                                                       | Englisch | Mach es gut               |
| 09       | Muri & Mario       | To Stjerner M/T: Mads Løkkegaard, Gianluigi Fazio, Murad Mahmoud, Mario Sciacca                                                           | Dänisch  | Zwei Sterne               |
| 10       | Anja Nissen        | Never Alone M/T: Emmelie de Forest, Rune Westberg, Maureen Anne „MoZella“ McDonald                                                        | Englisch | Niemals allein            |

 Kandidat hat sich für das Super-Finale qualifiziert.

### Superfinale

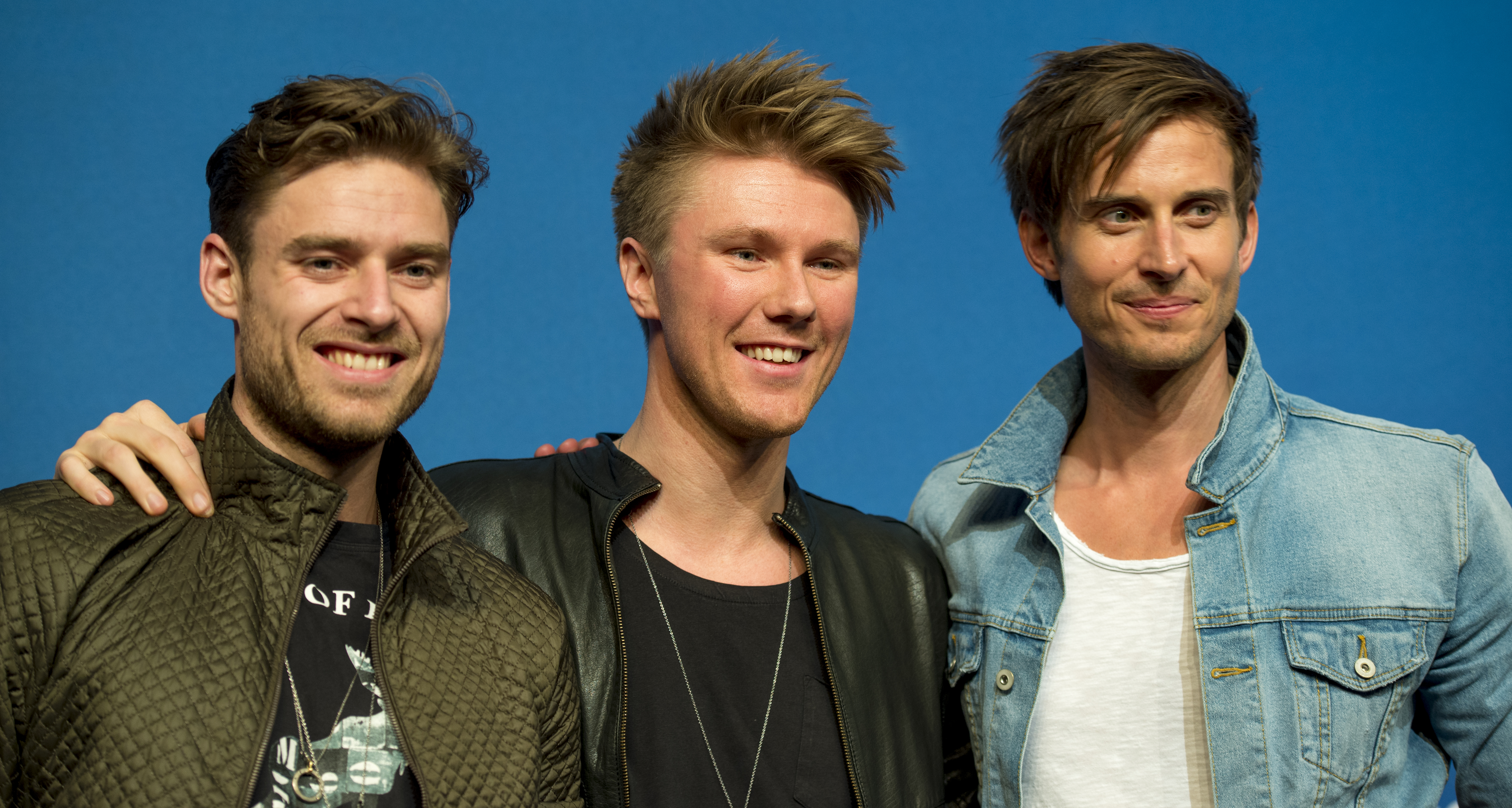
Die Gewinner der dänischen Vorentscheidung: Lighthouse X

Im Superfinale gewann die Band Lighthouse X über Simone, die damit zum zweiten Mal Dritte wurde, und Anja Nissen, die im Jahr 2014 die Castingshow The Voice in Australien gewonnen hatte, und deren Lied von ESC-Gewinnerin Emmelie de Forest geschrieben worden war.
| Platz | Startnr. | Interpret    | Lied | Ergebnis (in Prozent) |
| ----- | -------- | ------------ | --- | --------------------- |
| 1.    | 06       | Lighthouse X | Soldiers Of Love M/T: Sebastian F. Ovens, Daniel Lund Jørgensen, Katrine Klith Andersen, Søren Bregendal, Johannes Nymark, Martin Skriver | 42 %                  |
| 2.    | 10       | Anja Nissen  | Never Alone M/T: Emmelie de Forest, Rune Westberg, Maureen Anne „MoZella“ McDonald                                                        | 36 %                  |
| 3.    | 02       | Simone       | Heart Shaped Hole M/T: Andrew Love, Carl Ryden                                                                                            | 22 %                  |